# Джозеф Сандерс
Джозеф Сандерс (англ. Joseph Saunders, — в Росії Осип Иванович Сандерс; 1773, Лондон — 1 січня 1845 або 12 січня 1854, Кременець) — британський художник, гравер, ілюстратор, видавець і професором образотворчого мистецтва, працював у Лондоні, Санкт-Петербурзі та Вільнюсі.

## Біографія
Джозеф Сандерс народився 1773 року в Лондоні. В даний час про раннє життя Сандерса в Лондоні нічого не відомо. Він, мабуть, вирушив до російського імператорського двору на запрошення російського посла в Королівстві Велика Британія Семена Воронцова. Він прибув до Російської імперії між 1794 і 1796 роками по стопах колишнього англійського гравера Джеймса Вокера, який вже там працював, і став «імперським гравером» 1802 року. Сандерс також був названий «Історичний придворний гравер» в Ермітажі. 18 серпня 1800 року він став членом Санкт-Петербурзької академії мистецтв. Він також був членом Стокгольмської академії мистецтв. Відкрив власну школу гравюр в Санкт-Петербурзі. Працював ілюстратором у ряду поетів.
У 1810 році з ініціативи Адама Єжи Чарторийського він став професором образотворчого мистецтва у Вільнюському університеті, замінивши Франческа Смуглевича, де читав лекції французькою мовою з історії мистецтва та англійської літератури. Він ініціював заняття з малювання і підкреслив важливість гравіювання як самої «соціальної» з усіх мистецтв. Він підтримував вивчення національного мистецтва та збереження предметів мистецтва. Під час свого періоду вільно він зосередився на викладанні та видавничій діяльності, тому його робота гравером була невеликою. Він включав в себе Мінерву і бюст Яна Якоба Замойського, портрети польсько-вірменського художника, Яна Рустема (протеже Адама Казимира Чарторийського), а також ілюстрації до видання казок «Тисячі і однієї ночі». Він опублікував «Magnetic Diary», збірник його віршів англійською мовою, з польським перекладом. Сандерс приєднався до Масонської ложі у Вільнюсі, чий секретар і друг Сандерса був літературним критиком і польським перекладачем Джона Мілтона — Лев Боровський.
У 1818 році він взяв творчу відпустку за станом здоров'я і вирушив до Італії зі своїм асистентом Антонієм Пілецьким. Він залишився у Флоренції і Пізі як гість вигнаного польського державного діяча Михайла Огінського. Перебуваючи в Тоскані, він створював відбитки
Антоніо Канови і робіт Бертеля Торвальдсена і Вітторіо Альф'єрі.
У 1821 році він пішов у відставку зі свого університетського поста, де його змінив Ян Рустем, і з 1822 року прожив два роки в Одесі. Після цього він повернувся до Флоренції. Дізнавшись про смерть сина в 1839 році, він повернувся у Вільно. Він помер багато років по тому взимку 1853 — 1854 роках, згідно напису, знайденої на надгробному камені на колишньому кладовищі Василіян в Креміні. Хоча датою смерті є 1 січня 854 року, деякі джерела стверджують, що він помер 30 грудня 1853 року.

## Роботи

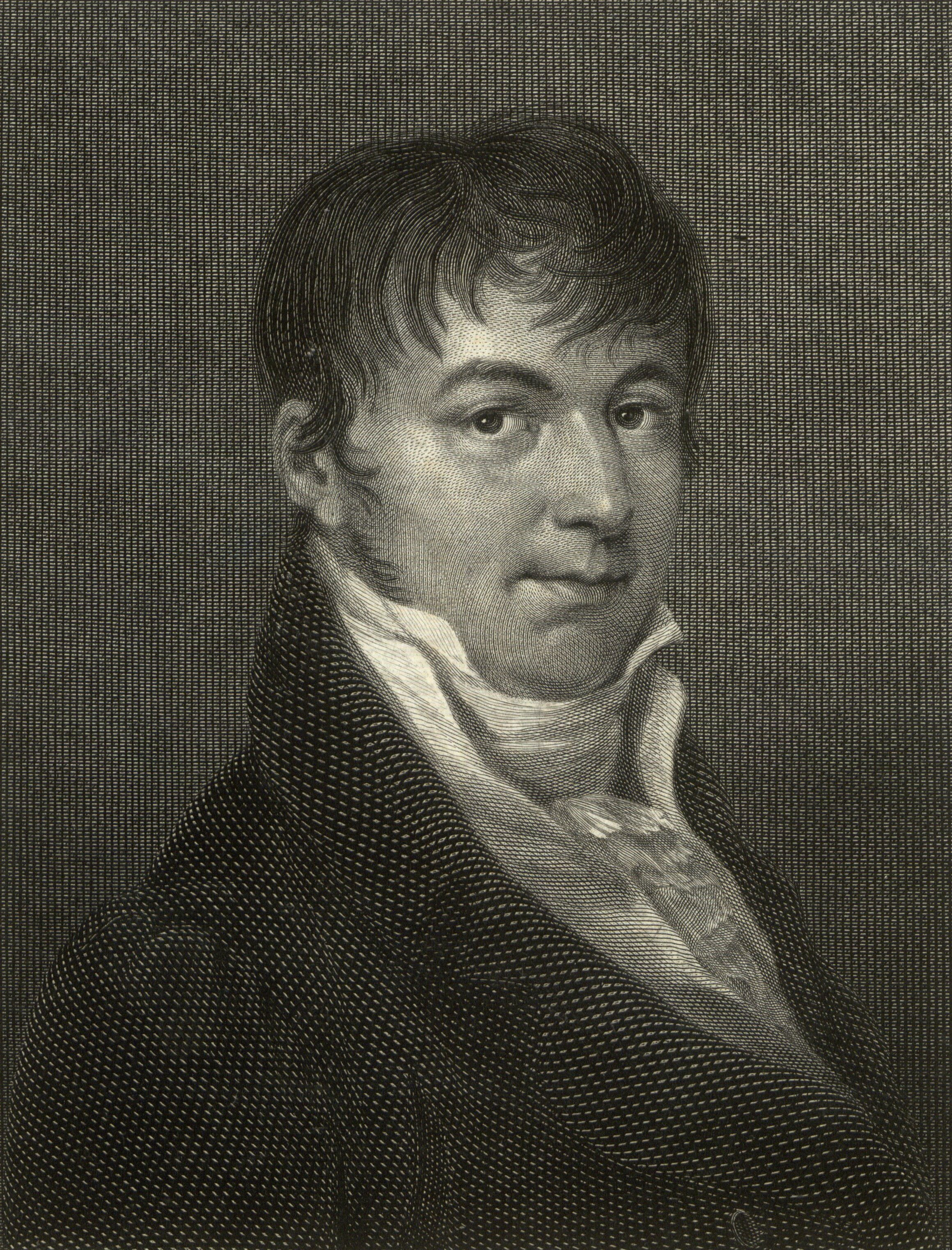
Гравюра Сандерса (1819)

Відомо, що Сандерс створив кілька важливих гравюр під час правління царя Павла I. серед них були репродукція Римської благодійності після Гвідо Рені, опублікована в 1799 році, і портрет царя Павла, під назвою «Paul Premier (Emperor of Russia)» тепер входить в Королівську колекцію. Він зробив 48 з 75 гравюр імператорських портретів після Лампі і Жерара в двотомному виданні «La Galerie de l'hermitage».
У Національній портретній галереї в Лондоні в період з 1772 по 1807 рік є 9 історичних портретів, пов'язаних з одним або декількома граверами під назвою «Джозеф Сандерс».
У 1815 році Сандерс опублікував статтю про життя і творчість польського художника бароко Шимона Чеховича.